# Соња Вукашиновић
Соња Вукашиновић Вучковић (Ниш, 1970) српска је уметница. По завршетку Академија уметности у Приштини ступила је на ликовну сцену Србије као сликар и ликовни критичар. Користећи фигуративно сликарство Соња у први план ставља наго женско тело, које је на њеним сликама у динамичној игри покрета, наглашених контура и звучних боја. Члан је УЛУС-а. До сада је излагала не више колективник и седам самосталних изложби у земљи и иностранству. Поред сликарства бави се и ликовном критиком.

## Живот
Соња Вукашиновић, девојачко Вучковић, рођена је 1. јула 1970. године у Нишу. Осмогодишње школовање завршила је у Нишу. Средњу уметничку школу, „Ђорђе Крстић“, похађала је у Нишу, код професора Момчила Митића. Дипломирала је 1993. године на Факултету уметности у Приштини, одсек за сликарство, у класи професора Химије Ћатовића.
Ради као Виши кустос у Галарији савремене ликовне уметности у Нишу od 1995. године Поред сликатства бави се и ликовном критиком.
Соња Вукашиновић је члан УЛУС-а од 1995. године. Живи и ствара у Нишу.

## Ликовно стваралаштво
У целокупном сликарском опусу Соње Вукашиновић, и поред доброг познавања сликарског заната, не постоји намера да ликовним сензибилитетом приступи и неким актуелним трендовима већ у први план истиче чисту сликарску материју и једно искрено људско осећање које управља законима њене слике.
Смелим наносима боја и широким потезима четке, Соња настоји да забележи; у једном тренутку, одушевљење, страст, емоцију, а у другом доживљену тугу праћену меланхолијом свакодневног живота. Тако њена дела постају узбудљиви свет у коме се смењују топли црвено-жути и хладни плаво-зелени контрасти боја доведени до напетости. Такође на појединим местима њених слика колорит просто „букти“ од страсних емоција истичући снагу личног доживљаја и индивидуалност израза.
Познато је да су кроз историју уметници различитих временских раздобља проналазили инспирацију у нагом женском телу изражавајући тако, поред доброг познавања чистих сликарских односа, и естетске каноне свог времена. Тако и Соња Вукашиновић крећући се у границама фигуративног сликарства, од самог почетка својих сликарских истраживања проналази властити пут у решавању чистих сликасрких проблема. 
| „ | Почев од праисторијске Вилендорфска Венере као идола плодности и материнства па преко идеализованих античких скулптура, Ботичелија Венере која се рађа из морске пене, егзотичне лепоте Гогенових Тахићанки, пуначких Рубенсових лепотица, мистериозне Гојине Маје, путености Енгрових одалиски, Реноарових чулниох лепотица ... па све до наших дана женски акт је био и остао инспиративан мотив за уметнике. | ” |

Тако је наго женско тело и за Соњу Вукашиновић изазов још од студентских дана, али за њу оно не представља само једну узбудљиву, динамичну игру покрета, звучне боје и наглашене контуре него и израз различитих психичких стања или тренутног осећања. Њени наги женски ликови на моменат престављају трагичне очајнице које вапе за помоћ, а онда се оне трансформишу у кокете изазовног држања наглашених, једрих форми женског тела.

Наглашавајући снагу личне емоције и пулсирање живота, Соњин слободни покрет временом је постао све слободнији, а тежња за редуковањем ликовних елемената све већа тако да се форма свесно деформише. 
| „ | Доводећи све елементе слике у складну, хармоничну целину, Соња Вукашиновић исказује, поред доброг познавања сликарског заната, ликовно уобличену емоцију градећи тако са неисцрпним ентузијазмом и стваралачким жаром полако али сигурно сопствену ликовну поетику. | ” |

## Самосталне изложбе
| Година | У земљи                                                                       | Година | У иностранству |
| ------ | ----------------------------------------------------------------------------- | ------ | -------------- |
| 2013.  | - Ниш, Галерија Арт 55, „Актови“. - Прокупље, Галерија „Божа Илић“, „Актови“. |        |                |
|        |                                                                               | 2012.  | Чикаго, САД    |
| 2004.  | - Ниш, Галерија „Рам арт“.                                                    |        |                |
| 1997.  | - Ниш Галерија СЛУ, Салон 77 .                                                |        |                |
| 1993.  | - Ниш Галерија СЛУ, Салон 77. - Лесковац, Народни музеј.                      |        |                |
| 1992.  | - Приштина Галерија „Боро и Рамиз“.                                           |        |                |

## Колективне изложбе
| Година | У земљи | Година | У иностранству                                                             |
| ------ | ------- | ------ | -------------------------------------------------------------------------- |
|        |         | 2012   | Скопље, Културно-информативни центар, „Повезивања, Скопље – Ниш — Софија“. |